# Klaus Tschütscher
Klaus Tschütscher (8 juli 1967) is een Liechtensteins politicus. Tussen 2009 en 2013 was Tschütscher de premier van Liechtenstein. Verder was hij naast premier ook minister van Familie en Gelijke Kansen en Financiën. 
In 2005 werd Tschütscher reeds verkozen tot vicepremier. Toen was hij daarenboven ook nog minister van Justitie, Sport en Wetenschappen. 
Tschütscher studeerde rechten aan de Universiteit van Sankt Gallen. 